# Wilgalant
De wilgalant (Inula salicina) is een vaste plant die behoort tot de composietenfamilie (Compositae of Asteraceae). Het is een plant van kalkhoudende grond: aan bosranden en in open grasland. De plant komt van nature voor in Eurazië en kwam tot 1959 voor in Nederland in Zuid-Limburg en in Gelderland. In België is de plant zeer zeldzaam. Ze staat op de Nederlandse Rode lijst van planten als uit Nederland verdwenen.
De plant wordt 30-60 cm hoog en heeft een niet knolvormige wortelstok. De stengel is grotendeels kaal. De stijve, stengelomvattende, lancetvormige stengelbladeren zijn glanzend, kaal of van onderen en langs de rand kort behaard. De netvormige nerven aan de bovenkant van het blad springen uit.
De wilgalant bloeit van juni tot augustus met heldergele, lintvormige randbloemen en gele buisbloemen, die samen een 2,5-4 cm groot hoofdje vormen. De langwerpige omwindselbladen zijn aan de rand behaard en hebben een teruggeslagen top.
De vrucht is een vrijwel kaal nootje. Het vruchtpluis bestaat uit 30 tot 35 haren.